# Música antiga

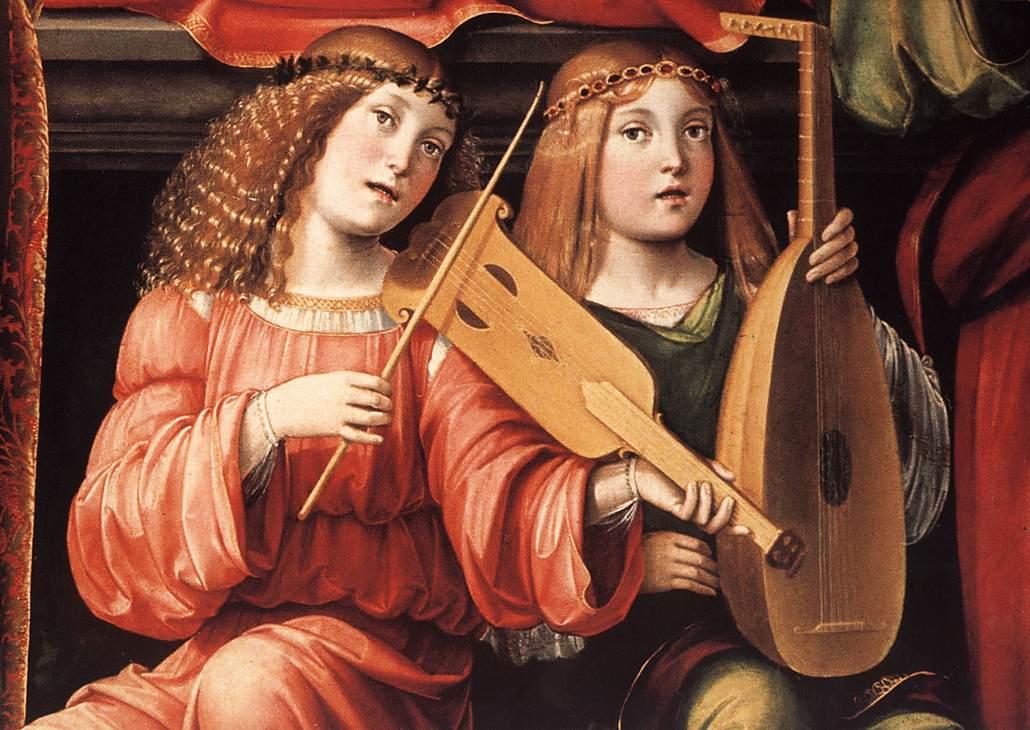
Alaúde e viola da era renascentista, retratados em detalhe de uma pintura de Francesco Francia

Música antiga é a definição comum dada à música produzida na Europa da Idade Média até o Renascimento, por vezes abrangendo também parte do período Barroco.